# Рустем-паша Опуковић
Рустем-паша Опуковић (тур. Rüstem-paşa; око 1500, Скрадин — 10. јули 1561, Истанбул), познат и као Дамат Рустем-паша (тур. Damat Rüstem-paşa; Damat — зет Османске династије) био је османски генерал, војсковођа, као и велики везир Османског царства два пута.

## Биографија
Рустем-паша је рођен у Скрадину, на подручју данашње Хрватске. Живео је у католичкој породици од које је отет још као дете и одведен у Истанбул. У Истанбулу се школовао и изградио завидну војну каријеру. Након тога је постављен за гувернера Дијарбакира. Убрзо је постао дамат, односно зет Османске династије јер се 1539. године оженио Михримах султанијом, принцезом Османског царства и кћерком јединицом султана Сулејмана Величанственог и његове венчане супруге Хурем султаније, односно Рокселане.
Пет година након венчања, Сулејман га је поставио за великог везира Порте. Његовом великом и наглом напретку у државним пословима је без сумње допринела Рокселана, која је имала велики утицај на Сулејмана и политику Османлија. Рустем-паша је постављен на ову позицију ради смањења инфлације и пуњења државног буџета новцем.
Године 1552, постављен је за врховног војног заповедника у походу на Персију. У току похода, Рустем-паша је послао Сулејману већ унапред написано писмо у којем стоји да би војска хтела да више државу и походе не води он, већ неко млађи и способнији. Сулејман се забринуо, а Рустем му је преко спахијског аге, Сулејмановог миљеника поручио да се принц Мустафа не противи идеји о смени Сулејмана и његовог доласка на престо.
Поход је отказан, а Сулејман је следеће, 1553. године сам стао на чело војске и кренуо према истоку, а такође и наредио Мустафи да изађе пред њега. Принц је и сам оклевао, али га је Рустем-паша наговорио да то учини, док је са друге стране Сулејмана упозоравао да принц са својом војском долази како би га свргнуо. Под шатором његовог оца, Мустафа је убијен од стране плаћених слуга, док је и сам султан помно посматрао убиство свог првог сина.
Поред Рустем-паше, и сама Рокселана је имала удела у овој одлуци. Свог мужа је наговарала против принца Мустафе, како би осигурала једном од својих принчева престо.
Након погибије принца, османски народ је кривца у овој одлуци нашао управо у Рокселани и Рустем-паши. Народ је сматрао да су они прави кривци смрти омиљеног принца за којег је народ имао само речи хвале. Поред народа, своје незадовољство су изразили и јањичари код којих је принц Мустафа био омиљен. Због тога су дигли побуну. Сулејман се уплашио ове побуне, па је зато на захтев народа морао да смени Рустем-пашу са позиције великог везира. После овога, побуна је угушена са доста новца, а Рустем је након две године поново постављен за великог везира.
На овој позицији је остао све до своје смрти, 10. јула 1561. Био је један од најбогатијих људи у држави., а његово велико богатство је наследила управо његова удовица Михримах. Сахрањен је у турбету, у дворишту џамије Шехзаде у којој је сахрањен и Принц Мехмет. У спомен на њега остала је и Рустем-пашина џамија која је настала између 1561. и 1563. године

## Смрт
Већ од почетка рата између принчева Селима II и Бајазита, Рустем-паша је довољно опао у Султановим очима. Неки извори тврде да је његовој смрти допринела његова супруга Султанија Михримах, која се замерила са Пашом његових последњих година. Према књижевнику 19. века, Џорџу Стивенсу, Сулејман је лично наредио свом аги да убије Рустема, због „кршења његових заповести”. Постоје и друге теорије о смрти Великог везира, које напомињу да је султанија Михримах, кћи султана Сулејмана и султаније Хурем, наредила да јој се супруг убије због преваре, и због тога што није подржао принца Бајазита као престолонаследника, већ пијаницу Селима. Неколико турских извора напомињу да је умро и од можданог удара.